# Weissmies
O Weissmies é uma montanhas dos Alpes Peninos, situados no cantão do Valais, Suíça, que com 4023 m de altitude é um dos cumes dos Alpes com mais de 4000 m.

## Geografia
De orientação Norte-Sul, o Weissmies, paralelo ao Maciço dos Mischabels, é composto pelos cumes Böshorn (3268m), Fletchhorn (3993m), Lagginhorn (4010m), Weissmies (4023m) e Portjenhorn (3567m), o que faz uma aresta com cerca de 12 km de comprimento.

## Ascensão
A primeira ascensão foi feita em agosto de 1855 por Christian Heusser com Peter Josef Zurbrigenn.